# Stoneobryum mirum
Stoneobryum mirum är en bladmossart som beskrevs av J.C. Norris och H. Robinson 1981. Stoneobryum mirum ingår i släktet Stoneobryum och familjen Orthotrichaceae. Inga underarter finns listade i Catalogue of Life.